# HD 171238
HD 171238 — звезда в созвездии Стрельца на расстоянии около 164 световых лет от нас. Вокруг звезды обращается, как минимум, одна планета.

## Характеристики
По своим характеристикам HD 171238 напоминает наше Солнце: это жёлтый карлик главной последовательности с массой, эквивалентной 0,943 солнечной. Температура поверхности составляет приблизительно 5467 кельвинов. Возраст звезды оценивается в 4—8 миллиардов лет. Несмотря на то, что наблюдения телескопа Hipparcos показали относительную стабильность атмосферы звезды, в каталоге GCVS она указывается как переменная типа BY Дракона.

## Планетная система
В августе 2009 года группой астрономов было объявлено об открытии планеты-гиганта HD 171238 b, обращающейся вокруг данной звезды. Она была обнаружена с помощью спектрографа CORALIE. Масса планеты приблизительно равна 2,6 массы Юпитера. HD 171238 b обращается на расстоянии 2,54 а.е. от родительской звезды, совершая полный оборот за 1523 суток.